# Rejo Mulya
Rejo Mulya is een bestuurslaag in het regentschap Ogan Komering Ulu van de provincie Zuid-Sumatra, Indonesië. Rejo Mulya telt 1407 inwoners (volkstelling 2010).